# Cyclocarya paliurus
La Cyclocarya es un género monotípico de la familia Juglandaceae. Su única especie, Cyclocarya paliurus, estaba anteriormente incluida en el género Pterocarya como Pterocarya paliurus. Es nativa del este y centro de China.

## Descripción
Se trata de un árbol caduco que alcanza hasta los 30 m de altura. El follaje es similar al de Pterocarya, con las hojas pinnadas de 20-25 cm de largo con cinco a  once foliolos, los folíolos son de 5-14 cm de largo y 2-6 cm de ancho. Las flores son amentos, las de sexo masculino (polen) se producen en racimos (no por separado como en Pterocarya), los amentos femeninos de 25-30 cm de largo en su madurez, tienen varias pequeñas nueces con alas de 2.5-6 cm de diámetro.

## Distribución y hábitat
Se encuentra en los bosques húmedos de las montañas, a una altitud de 400-2500 metros, en Anhui, Fujian, Cantón, Guangxi, Guizhou, Hainan, Hubei, Hunan, Jiangsu, Jiangxi, Sichuan, Taiwán, Yunnan y Zhejiang.

## Taxonomía
Cyclocarya paliurus fue descrita por (Batalin) Iljinsk. y publicado en Trudy Bot. Inst. Akad. Nauk S.S.S.R., Ser. 1, Fl. Sist. Vyssh. Rast. 10: 115 1953.
Sinonimia
- Cyclocarya paliurus var. micropaliurus (Tsoong) P.S.Hsu, X.Z. Feng & L.G. Xu
- Pterocarya micropaliurus Tsoong
- Pterocarya paliurus Batalin[3]